# 高倉有加
高倉 有加（たかくら ゆか、2月5日 - ）は、日本の女性声優。大阪府出身。81プロデュース所属。

## 略歴
81演技研究所東京校出身。
2005年、アミューズメントメディア総合学院声優タレント学科卒業。
2019年6月15日、同じく声優の利根健太朗と結婚したことが双方のTwitterで発表された。2021年12月24日に第1子となる女児を出産。

## 人物
声種はアルト。方言は関西弁。
声優としては、テレビアニメ、外画吹き替えを中心に活躍。
趣味・特技はバドミントン。

## 出演
太字はメインキャラクター。

### テレビアニメ
2005年
- ガラスの仮面（里美親衛隊）

2006年
- スパイダーライダーズ 〜オラクルの勇者たち〜（ノイア・ライア）

2008年
- 全力ウサギ（従業員、子供）

2009年
- 獣の奏者 エリン（ユーヤン）
- 極上!!めちゃモテ委員長（観客）
- PandoraHearts（女生徒1）
- メタルファイト ベイブレード（子供、子供B）

2010年
- たまごっち!（やんぐどろっち、しぐれひめっち、ギラギラっち）

2011年
- 戦国乙女〜桃色パラドックス〜（僧侶B）
- バクマン。（女子生徒）
- レベルE（黛真夜、子供、側近、王子〈子供時代〉）

2012年
- Zoobles!（タップ）

2013年
- GON -ゴン-（キラン）
- ふたりはミルキィホームズ（黒怪盗）
- 変態王子と笑わない猫。（舞牧麻衣副部長）

2014年
- ウィッチクラフトワークス（店員）
- まじもじるるも（柴木誠太郎）

2016年
- タブー・タトゥー（カシニカ）

2017年
- うらら迷路帖（大島、人形）
- 南鎌倉高校女子自転車部（狩野輪子）
- アリスと蔵六（中西千夏）
- UQ HOLDER! 〜魔法先生ネギま!2〜（近衛刀太）

2018年
- 叛逆性ミリオンアーサー（2018年 - 2019年、ロイ、ゾラ） - 2シリーズ

2021年
- BLUE REFLECTION RAY/澪（田辺百）

2023年
- 贄姫と獣の王（幼いラントベルト）

### OVA
- UQ HOLDER! 〜魔法先生ネギま!2〜（2017年、近衛刀太） - コミックス第14巻OAD付き限定版
- まじもじるるも 完結編（2019年、裁判官B） - 原作第3部コミックス第9巻OAD付限定版

### ゲーム
- メタルファイト ベイブレード ガチンコスタジアム（2009年、城石マモル）
- ボーダーブレイク（2009年、少年タイプ「ティント」、EUSTオペレーター「チヒロ」）
- 変態王子と笑わない猫。（2013年、副部長[12]）
- ソウルリバース ゼロ（2016年、ディンドラン、ジークルーネ、ヘルヴォール、ブリセイス）
- 編隊少女 -フォーメーションガールズ-（2018年、クライ・ベイティ）
- ネギマテ UQ HOLDER! 〜魔法先生ネギま!2〜（2018年、近衛刀太）
- ファイナルファンタジーVII リメイク（2020年）
- ファイナルファンタジーVII リバース（2024年）

### ドラマCD
- 最遊記外伝 第伍巻（女官）
- みづいろとぴんく、それからだいだい。（百成の姉）

### ラジオCD
- へんねこらじお そのさん（録り下し版ゲスト）

### 吹き替え

#### 映画
- インセプション
- お買いもの中毒な私!
- お兄ちゃんはデンマザー（アビゲイル〈テイラー・ヘンダー〉）
- ウォッチャーズ
- オールド・ドッグ
- キャンプ・ロック2 ファイナル・ジャム
- 幸せはシャンソニア劇場から（ジョジョ〈マクサンス・ペラン〉）
- デトネーター ※テレビ東京版
- ドリームプラン（セリーナ・ウィリアムズ〈デミ・シングルトン〉[13]）
- トレジャー・バディーズ 〜小さな5匹の大冒険〜
- ヘンリー・アンド・ザ・ファミリー（オードリー〈サマンサ・ワインスタイン〉）

#### ドラマ
- 倚天屠龍記（武青姿、あり少女、小翠）
- 恋のからさわぎ
- スーパーナチュラル シーズン4（少女、少年、子供）
- 西海岸捜査ファイル グレイスランド シーズン3（パトリック・マーカム）
- ハート・オブ・ディクシー ドクターハートの診療日記
- マンハッタンに恋をして 〜キャリーの日記〜
- リ・ジェネシス バイオ犯罪捜査班（少年、院内アナウンス、スタッフ）

#### アニメ
- ごきげん ジミー!（エロイーズ）
- 最強武将伝 三国演義（呂布の妾、皇子2）
- ザ・シンプソンズ（バート・シンプソン〈2代目〉）
  - ロキとバートたちの大乱闘
  - シンプソンズのプラス・アニバーサリー
- ゆかいなみつばちファミリー
- ライオン・ガード（カイオン）

### ボイスオーバー
- ETV50 子どもサポートネット「“きずな”求めて」（2009年、NHK総合）
- コズミックフロント（NHK-BSプレミアム）
- さかなクン 被災地への恩返し（2011年、NHK総合）
- 新日本風土記「箱根」（2014年、NHK-BSプレミアム）
- 世界ふれあい街歩き（NHK総合）
- 探検ロマン世界遺産（NHK総合）
- 美の壺（NHK総合、雪子）

### ラジオ
※はインターネット配信。
- 岩田光央・鈴村健一 スウィートイグニッション（2004年、ラジオ大阪）アシスタントパーソナリティ
- 声優王国!あんたの声が好きやねん!（2006年 - 2007年、ラジオ大阪）第12期パーソナリティ
- UQR ネギまHOLDERラジお!（2017年 - 2018年、アニメイトタイムズ※[14]）

### その他コンテンツ
- UQTV ネギま HOLDER! 放送直前特番（2017年9月25日、ナレーター）
- オーディオブック『撃戦魔法士』（2020年、吉田千聖[15]、一之瀬蘭子[15]）

## ディスコグラフィ

### キャラクターソング
| 発売日   | 商品名                                                                  | 歌 | 楽曲                     | 備考                                                               |
| 2013年   | 2013年                                                                  | 2013年 | 2013年                   | 2013年                                                             |
| -------- | ----------------------------------------------------------------------- | --- | ------------------------ | ------------------------------------------------------------------ |
| 10月30日 | 変態王子と笑わない猫。 BD第5巻特装版特典CD                              | 副部長（高倉有加） | 「拒絶！軽蔑！罵詈雑言」 | テレビアニメ『変態王子と笑わない猫。』関連曲                       |
| 2017年   |                                                                         | |                          |                                                                    |
| 10月25日 | ハッピー☆マテリアル                                                     | 近衛刀太（高倉有加）、時坂九郎丸（広瀬ゆうき）、桜雨キリヱ（茅野愛衣）、夏凜（小倉唯）、結城忍（原田彩楓）、雪広みぞれ（鬼頭明里） | 「ハッピー☆マテリアル」  | テレビアニメ『UQ HOLDER! 〜魔法先生ネギま！2〜』オープニングテーマ |
| 10月25日 | ハッピー☆マテリアル                                                     | 近衛刀太（高倉有加）、時坂九郎丸（広瀬ゆうき）、桜雨キリヱ（茅野愛衣）、夏凜（小倉唯）、結城忍（原田彩楓）、雪広みぞれ（鬼頭明里） | 「Steady→Go!!」          | テレビアニメ『UQ HOLDER! 〜魔法先生ネギま！2〜』エンディングテーマ |
| 2018年   |                                                                         | |                          |                                                                    |
| 1月31日  | UQ HOLDER! 〜魔法先生ネギま！2〜 Blu-ray BOX DISC4 キャラクターソングCD | 近衛刀太（高倉有加）、時坂九郎丸（広瀬ゆうき）                                                                                     | 「輝く君へ」             | OVA『UQ HOLDER! 〜魔法先生ネギま！2〜』エンディングテーマ          |

### シリーズ一覧
1. ↑  第1シーズン（2018年）、第2シーズン（2019年）